# Hylaeanthe panamensis
Hylaeanthe panamensis är en strimbladsväxtart som först beskrevs av Paul Carpenter Standley, och fick sitt nu gällande namn av H.A.Kenn. Hylaeanthe panamensis ingår i släktet Hylaeanthe och familjen strimbladsväxter. Inga underarter finns listade.